# 실종 (2009년 영화)
《실종》은 2009년에 개봉한 대한민국의 영화이다.

## 캐스팅
- 문성근 : 판곤 역
- 추자현 : 현정 역
- 전세홍 : 현아 역
- 오성수 : 김 순경 역
- 남문철 : 덕구 역
- 황은정 : 미자 역
- 손건우 : 홍 감독 역
- 이봉규 : 소장 역
- 손영순 : 노파 역
- 권오진 : 형사 역
- 허기호 : 천가 역 (우정출연)